# 波希米亞和摩拉維亞克朗
波希米亞和摩拉維亞克朗（Protektorátní koruna）是波希米亞和摩拉維亞保護國在1939年至1945年期間使用的貨幣。波希米亞和摩拉維亞克朗取代捷克斯洛伐克克朗作為捷克的貨幣。一開始克朗的匯率被定為1馬克=10克朗，和斯洛伐克克朗等值。但1940年克朗就開始貶值。